# 沈孝徵
沈孝徵（？—？），字原萬，號玄海，浙江嘉兴府海盐县锦绣里人，明朝政治人物。

## 生平
萬曆十六年（1588年）戊子科浙江乡试第八名舉人，二十六年（1598年）戊戌科進士，大理寺觀政，授工部主事，次年管六科郎，三十年管清江厂造船，三十三年升郎中，管南河，三十四年养病。三十六年補工部都水司郎中，三十七年十一月升官河南汝南道副使（信陽兵备），信阳录囚，多所矜释。有周某者，孝徵奇其才，释使就试，是年中式。歼境内巨盗，创長橋跨淮，以利光州病涉者。四十一年坐忤上官归。著有《玄畼閣集》十二卷。

## 家族
父沈涞，母印氏。弟沈誼徵，以諸生入國學，授山东按察司经历，歴鳳陽府通判，流寇充斥，鳳督朱大典爱其才，檄爲軍前贊畫，以勞殁。著有《香雲庵稿》、《閒閒集》。